# Виталиан (военачальник)
Флавий Виталиа́н (лат. Flavius Vitalianus, греч. Βιταλιανός; ок. 470—520) — византийский военачальник и государственный деятель. В 514 году поднял восстание против императора Анастасия, являясь комитом (командующим) федератов в Малой Скифии в районе Добруджи.
Пользовался авторитетом у большой части армии и народа, завоевал Римские провинции Фракию и Малую Скифию. Будучи убеждённым сторонником Халкидонского православия, выступил против монофизитов, которых поддерживал император Анастасий. В его армии было много скифов и славян. Сначала повстанцы дошли до Константинополя, однако в 515 году Виталиан вынужден был спасаться бегством. Помилован новым императором Юстином I, поручил ему вести переговоры с папой римским для преодоления Акакианской ереси. В 520 году был назначен римским консулом, однако вскоре был убит, вероятно, по приказу племянника императора Юстиниана I.

## Биография

### Происхождение
Этническая принадлежность Виталиана точно не известна. Марцеллин Комит называет Виталиана скифом, но из одного контекста вытекает, что Виталиан мог быть и гетом. Имя отца Виталиана — Патрикий или Патрикиол. Мать Виталиана была сестрой патриарха Македония II.
Виталиан проявил себя как защитник ортодоксии христианства.
Виталиан родился в Залдапе в Нижней Мёзии (обычно отождествляемой с современным Абритом на северо-востоке Болгарии). В византийских источниках его называют «готом» или «скифом». Поскольку мать Виталиана была сестрой патриарха Константинополя в 496–511 годах Македония II, что указывает на смешанный брак и вероятное варварское происхождение его отца Патрициола. С другой стороны, утверждение, что он был «готом», основано на единственном сирийском источнике и сегодня считается сомнительным. С другой стороны, утверждение, что он был «готом», основано на единственном сирийском источнике и сегодня считается сомнительным. Однако термин «скиф» использовался в то время для обозначения гуннов и Виталиана, в чьей армии было «целое множество гуннов», включая «самого свирепого из гуннов» Тарраха, считается предположительно гунном некоторыми учёными, в том числе Кимом, который предполагает, что он был гунном или аланом, основываясь на его описании как «скифа». Хотя некоторые авторы утверждают, что он командовал гуннами и другими народами (гуннами и булгарами, а также гуннами и готами по Иоанна Малала) Евагрий Схоластик сообщает, что он командовал только гуннами. Отто Менхен-Хельфен предполагает, что Виталиан и Таррах были смешанного происхождения. Кроме того, поскольку ни один из «скифских монахов», с которыми Виталиан и члены его семьи, по-видимому, были связаны родственными узами, не выражал родства кровного или духовного с арианскими готами, которые в то время правили Италией, готское происхождение Виталиана вызывает сомнения. Каким бы ни было происхождение Патрициола, его имя было латинским, в то время как из собственных сыновей Виталиана генералы Вуза и Куца носили фракийские имена, а Венилус - готское имя. Его племянник Иоанн позже также стал выдающимся генералом в готской войне.
Согласно описаниям летописцев, Виталиан был невысокого роста и заикался, но его личная храбрость и военные навыки получили широкое признание.
Виталиан, по-видимому, происходил из местного латинизированного дако-гетского (фракийского) происхождения, родившегося в Малой Скифии или в Мёзии; его отец носил латинское имя Патрициол, а двое его сыновей носили фракийские имена, а один — готское.

### Восстание
Виталиан впервые упоминается в 503 году, когда он сопровождал своего отца в войне против персов. К 513 году он дослужился до звания комита во Фракии, возможно comes foederatorum, солдат-варваров, служивших в восточно-римской армии.
С этого поста он восстал против императора Анастасия I (примерно 491—518 годы), воспользовавшись широко распространённым недовольством его военной, религиозной и социальной политикой. В 511 году Анастасий изменил форму молитвы Трисвятого (велел петь с прибавлением слов «Распныйся за ны», т. е.: «Святый Боже, Святый крепкий, Святый бессмертный, распныйся за ны, помилуй нас»), 1172}}, то в Константинополе поднялось сильное восстание, едва не кончившееся низложением императора и официально принял миафизитскую догву, чем разозлил придерживавшееся халкидонства население и усилив недовольство, вызванное его строгой финансовой политикой. Кроме того, Анастасий отказался поставлять annonae («пайки, провизия») федератам, что позволило Виталиану быстро заручиться поддержкой регулярных войск, дислоцированных в провинциях Фракия, Мёзия и Малая Скифия, от непопулярного magister militum по Фракию, племяннику Анастасия Гипатию. Подчинённые Гипатию командиры были либо убиты, либо присоединились к восстанию. Изображая себя поборником халкидонства, Виталиан мог заручиться поддержкой стекавшихся к нему местных жителей. Согласно хронистам, он быстро собрал армию в 50 — 60 тысяч «как солдат, так и крестьян», и двинулся на Константинополь, возможно, надеясь, что к нему присоединятся жители столицы. Похоже, что восстание было в первую очередь мотивировано религиозными причинами, о чём свидетельствует неоднократно демонстрируемая Виталианом готовность прийти к соглашению с правящим императором. Чтобы противостоять пропаганде, Анастасий приказал установить на городских стенах бронзовые кресты со своей трактовкой происходящего и снизил налоги в провинциях Вифиния и Азия, чтобы они не присоединились к восстанию.
Когда силы Виталиана достигли столицы, они расположились лагерем в пригороде Хебдомона и блокировали город со стороны суши. Анастасий предпочёл переговоры и отправил в качестве посла бывшего покровителя Виталиана, бывшего консула и magister militum praesentialis Патриция. Ему Виталиан объявил о своих целях: восстановление халкидонства и урегулирование недовольства фракийской армии. Затем Патриций пригласил его с офицерами в город для переговоров. Виталиан отказался, но позволил своим старшим офицерам уйти на следующий день Анастасий хорошо отнёсся к гостям, дал им подарки и пообещал, что их солдатские обиды будут улажены. Он также пообещал передать религиозный спор на разрешение папы римского. По возвращении в лагерь повстанцев офицеры единогласно потребовали от Виталиана принять соглашение, и, столкнувшись с отсутствием выбора, всего через восемь дней после прибытия в столицу Виталиан отступил и вернулся со своими людьми в Нижнюю Мёзию.
Бунт Виталиана, хотя не имел лично для него непосредственных практических последствий, сопровождался важными результатами в истории. Приводя три раза под Константинополь отряды, собранные из племён разного происхождения, и истребовав от правительства огромные денежные выдачи, Виталиан обнажил перед варварами слабость империи и громадные богатства Константинополя и приучил их к комбинированным движениям с суши и с моря.
Затем Анастасий назначил magister militum Фракии Кирилла, который начал нападать на восставших Виталиана. После нескольких безрезультатных стычек Виталиану за счёт подкупа удалось провести свою армию в лагерь противника в Одессосе, Кирилл был схвачен и убит. В этот момент Анастасий объявил Виталиана «врагом общества» и отправил огромную новую армию размером в 80 тысяч человек под командованием Гипатия и гунна Алатара в качестве нового magister militum Фракии. Одержав небольшую победу, имперская армия в конечном итоге была отброшена к Одессосу осенью 513 года. В Акрисе, на побережье Чёрного моря, люди Виталиана в темноте атаковали укреплённый лагерь и нанесли императорской армии сокрушительное поражение: большая часть армии была перебита (Иоанн Антиохийский указывает на 60 тысяч; дно пропасти за счёт трупов выровнялось с вершинами вокруг неё), а оба имперских полководца были взяты в плен и содержались под стражей с целью получения выкупа.
Победа укрепила позиции Виталиана. Добычей он смог щедро наградить своих последователей, и при известии об уничтожении имперской армии оставшиеся города и форты в Нижней Мёзии и Скифии сдались ему. Вскоре после этого в Созополе было захвачено посольство Анастасия с выкупом за Гипатия в 1,1 тысяч фунтов золота. Гипатия, которого Виталиан ненавидел за оскорбление своей жены, освободили только через год за выкуп от его отца - патрикия Секундина. В 514 году Виталиан снова двинулся на Константинополь, на этот раз собрав с черноморских портов ещё и флот в 200 судов, плывший по Боспору. Анастасий был также обеспокоен беспорядками в городе, которые привели к многочисленным жертвам, и решил снова провести переговоры. Виталиан согласился на условиях поста magister militum Фракии и получения выкупа и подарков в 5 тысяч фунтов золота за освобождение Гипатия. Анастасий также согласился на удаление изменений из Трисвятого, восстановление низложенных халкидонских епископов и созыв общего церковного собора в Константинополе 1 июля 515 года.
Собор так и не состоялся, поскольку Гормизд и Анастасий продолжали конфликтовать из-за Акакийского раскола. Свергнутые епископы также не были возвращены на свои престолы. Видя, что Анастасий не выполняет своих обещаний, в конце 515 года Виталиан мобилизовал свою армию и снова двинулся на Константинополь. Армия Виталиана захватила пригород Сики (современная Галата) через Золотой Рог и расположилась там лагерем. Magistri militum praesentalis Патриций и Иоанн не желали вступать в бой со своим старым другом Виталианом, поэтому Анастасий передал командование своему доверенному и влиятельному помощнику и бывшему префекту преторианской префектуры Востока Марину. Несмотря на отсутствие военного опыта, Марин разбил флот повстанцев в битве у входа в залив Золотого Рога; согласно Иоанна Малале это было сделано за счёт использования изобретённого философом Проклом из Афин химического вещества на основе серы, похожего на более поздний греческий огонь. Затем Марин высадился со своими людьми на берегу Сики и победил бывших там мятежников. Обескураженный понесёнными потерями, Виталиан и его армия бежали на север под покровом ночи. В знак своей победы Анастасий возглавил процессию в деревню Состенион, где Виталиан основал свою штаб-квартиру, и посетил благодарственную службу в знаменитой местной церкви, посвящённой архангелу Михаилу.

### Дальнейшая жизнь
Вернувшись в северную Фракию, Виталиан скрылся, а многие из его бывших помощников были схвачены и казнены. Ничего не известно о нём в течение следующих трёх лет, хотя краткое замечание летописца, кажется, указывает на то, что он вновь появился и возглавил ещё одно вооружённое восстание в последние месяцы жизни Анастасия. Когда Анастасий умер в июле 518 года, ему наследовал comes excubitorum Юстин I. Новый император быстро перешёл к укреплению своего правления, уволив ряд потенциальных соперников или врагов. В то же время он призвал Виталиана приехать в Константинополь
По прибытии Виталиан был назначен magister militum in praesenti, назначен почётным консулом и вскоре после этого возведён в ранг патриция. Как известный поборник халкидонства, Виталиан должен был сыграть роль в подтверждении новым правителем её доктрин и примирения с Римом. Он играл активную роль в переговорах с Папой, а в 519 году он был одним из видных деятелей, сопровождавших папскую делегацию в столицу. Виталиан также отомстил стойкому монофизитскому патриарху Антиохии Севиру, который написал панегирик О тиране Виталиане и о победе христолюбивого царя Анастасия: Юстин приказал отрезать язык Севиру, который бежал в Египет вместе с епископом Галикарнасским Юлианом.
В 520 году был назначен обычным консулом на год, разделив эту должность с Рустицием. Тем не менее, бывший мятежник продолжал представлять потенциальную проблему для Юстина и, что более важно, для его племянника и наследника Юстиниана I (примерно 527–565 годы). В июле того же года Виталиан был убит в Большом дворце вместе со своим секретарём Паулюсом и доместиком (помощником) Целерианом . По версии Евагрия Юстин обманом завлёк Виталиана в Константинополь, где он «пришёл во дворец и у одной дворцовой двери был коварно умерщвлён». По словам Иоанна Никиуского, покойный замышлял заговор против Юстина; однако большинство летописцев возлагают ответственность за преступление на желание Юстиниана избавиться от потенциального соперника за престол своего дяди.

#### Первичная
- Charles, Robert H. The Chronicle of John, Bishop of Nikiu: Translated from Zotenberg's Ethiopic Text. — Merchantville, NJ : Evolution Publishing, 2007. — ISBN 9781889758879.
- Croke, Brian. The Chronicle of Marcellinus: A Translation and Commentary. — Sydney : Australian Association for Byzantine Studies, 1995. — P. 36–38, 41–42. — ISBN 0-9593626-6-5.
- Jeffreys, Elizabeth. The Chronicle of John Malalas: A Translation / Elizabeth Jeffreys, Michael Jeffreys, Roger Scott. — Melbourne : Australian Association for Byzantine Studies, 1986. — P. 225–227, 231–233. — ISBN 0959362622.
- Mango, Cyril. The Chronicle of Theophanes Confessor. Byzantine and Near Eastern History, AD 284–813 / Cyril Mango, Roger Scott. — Oxford, United Kingdom : Oxford University Press, 1997. — P. 238–245, 249, 253. — ISBN 0-19-822568-7.
- Whitby, Michael. Ecclesiastical History of Evagrius Scholasticus. — Liverpool : Liverpool University Press, 2000. — P. 193–194, 200–203. — ISBN 0-85323-605-4.
- Кесарийский, Прокопий. Тайная история. — Москва : Наука, 1993. — ISBN 0-85323-605-4.

#### Вторичная
- М.В. Грацианский. "Православная партия" и приход к власти императора Юстина I (518-527) // Византийский временник. 2007. № 66.
- Amory, Patrick. People and Identity in Ostrogothic Italy, 489–554. — Cambridge : Cambridge University Press, 2003. — ISBN 0-521-52635-3.
- Bury, John Bagnell. History of the Later Roman Empire: From the Death of Theodosius I to the Death of Justinian, Volume 1. — Mineola, New York : Dover Publications, 1958a. — ISBN 0-486-20398-0.
- Bury, John Bagnell. History of the Later Roman Empire: From the Death of Theodosius I to the Death of Justinian, Volume 2. — Mineola, New York : Dover Publications, 1958b. — ISBN 0-486-20399-9.
- Cameron, Alan (1982). The Death of Vitalian (520 A.D.). Zeitschrift für Papyrologie und Epigraphik. 48. Bonn: Dr. Rudolf Habelt GmbH: 93–94. JSTOR 20183637.
- Шаблон:Cambridge Ancient History
- Kazhdan, Alexander, ed. (1991). The Oxford Dictionary of Byzantium. Oxford University Press: Oxford and New York. ISBN 0-19-504652-8.
- Martindale, John R. (1980). The Prosopography of the Later Roman Empire: Volume II, AD 395–527. Cambridge: Cambridge University Press. ISBN 0-521-20159-4.
- Ostrogorsky, George. History of the Byzantine State. — Oxford : Basil Blackwell, 1956.
- Whitby, Michael. The History of Theophylact Simocatta / Michael Whitby, Mary Whitby. — Oxford : Clarendon Press, 1986. — ISBN 978-0-19-822799-1.
- Васильев, Michael. The History of Theophylact История Византийской Империи. Том I. Время до крестовых походов до 1081 года=Oxford / Michael Васильев, Mary Whitby. — Алгоритм, 1986. — ISBN 978-5-4438-0485-9.
- Успенский, Фёдор. История византийской империи в 8 т., том первый. — Москва : Юрайт, 2018. — P. 246. — ISBN 978-5-534-05237-4.
- Чекалова А. А. Народ и сенаторская оппозиция в восстании Ника // Византийский Временник. — 1971. — № 32. — С. 24—40.
- Вернадский Г. В. Древняя Русь. Глава 4.9